# Wat Khuha Phimuk
Der Wat Khuha Phimuk (thailändisch วัดคูหาภิมุข, auch Wat Na Tham, der „Tempel vor der Höhle“) ist eine buddhistische Tempelanlage (Wat) in Yala, Provinz Yala. Neben dem Wat Phra Mahathat (วัดพระมหาธาตุวรมหาวิหาร) in Nakhon Si Thammarat und dem Wat Boromathat Chaiya (วัดบรมธาตุไชยาราชวรวิหาร) in der Provinz Surat Thani zählt der Wat Khuha Phimuk zu den am höchsten verehrten Heiligtümern in der Südregion von Thailand.

## Lage
Der Wat Khuha Phimuk liegt etwa 5 km westlich der Stadt Yala.

## Baugeschichte
Der Wat Khuha Phimuk wurde vor etwa 1.200 Jahren errichtet und besteht teilweise aus einer Höhle, in der sich der berühmte liegende Buddha befindet.

## Sehenswürdigkeiten
Folgende Sehenswürdigkeiten befinden sich im Bereich des Wat Khuha Phimuk:
- die etwa 25 Meter lange in der angeschlossenen Höhle liegende Buddhastatue, die der Srivijaya-Periode zugeordnet wird; den Eingang bewacht ein Riese (Chao Khao genannt), der 1941 errichtet worden ist
- die Figur einer indischen Gottheit aus dem 8. Jahrhundert sowie eine Buddha-Statue im südindischen Stil aus dem 9. Jahrhundert.